# Mataraca
Mataraca est une ville brésilienne du littoral nord de l'État de la Paraíba.
Sa population était estimée à 6 984 habitants en 2007. La municipalité s'étend sur 174 km2.